# Erik Silfver
Erik Silfver (* 27. Mai 1990) ist ein schwedischer Skilangläufer.

## Werdegang
Silfver startete erstmals im Jahr 2011 im Scandinavian Cup und erzielte im Februar 2012 im Sprint von Albu mit Rang 13 seine erste Top-15-Platzierung. Sein erstes Top-10-Ergebnis gelang Silfver im Februar 2013 mit Rang acht im Freistil-Sprint in Jõulumäe; im Februar 2015 wurde er am selben Ort Neunter des Freistil-Sprints, nachdem er zuvor die beste Qualifikationszeit erzielt hatte. Im Februar 2015 startete Silfver auch erstmals im Skilanglauf-Weltcup, wo er in Östersund Platz 35 im Sprint belegte. Bei seiner zweiten Weltcupteilnahme im März 2015 in Lahti wurde er 26. und erzielte seine ersten Weltcuppunkte; beim Sprint in Drammen belegte Silfver Rang 41. Im Sommer 2016 belegte er im Rollerski-Weltcup viermal den zweiten Platz und erreichte damit den zweiten Platz in der Gesamtwertung. Im März 2017 wurde er in Umeå schwedischer Meister zusammen mit Teodor Peterson im Teamsprint. Bei den Rollerski-Weltmeisterschaften 2017 in Sollefteå holte er zusammen mit Anton Persson die Silbermedaille im Teamsprint. Im Juli 2018 siegte er in Torsby erstmals im Rollerski-Weltcup und belegte damit den achten Platz im Gesamtweltcup. Im Sommer 2021 holte er im 10-km-Massenstartrennen in Banská Bystrica seinen zweiten Sieg im Rollerski-Weltcup. Zudem wurde er im Sprint in Otepää Zweiter und errang damit den vierten Platz in der Gesamtwertung. Bei den Rollerski-Weltmeisterschaften 2021 im Val di Fiemme gewann er zusammen mit Alfred Buskqvist die Goldmedaille im Teamsprint.

## Siege bei Rollerski-Weltcuprennen
| Nr. | Datum         | Ort             | Disziplin            |
| --- | ------------- | --------------- | -------------------- |
| 1.  | 13. Juli 2018 | Torsby          | 1,5 km Freistil      |
| 2.  | 25. Juli 2021 | Banská Bystrica | 10 km klassisch Mst. |